# Sunisa Srangthaisong
 (juin 2019).
Sunisa Srangthaisong, née le 6 mai 1988, est une joueuse thaïlandaise de football évoluant au poste de défenseur. Elle joue en club pour le BG-Bundit Asia et en équipe nationale.

## Carrière
Elle fait partie des 23 joueuses retenues pour disputer la coupe du monde 2019 en France.